# 2019年7月21日東京反對逃犯條例修訂草案遊行
2019年7月21日東京反對逃犯條例修訂草案遊行是2019年7月21日在日本東京都新宿區的进行的反對逃犯條例修訂草案運動公眾行動，旨在反對香港的《2019年逃犯及刑事事宜相互法律協助法例（修訂）條例草案》。

## 摘要
此活動以平野鈴子收集參與者的形式完成。據統計，東京都總人口大約超過13,000,000。約有40人參加，包括日本人，中國人和香港人。該課程從新宿中央公園出發，經過新宿站。 大約一個小時。